# Důl Jindřich (Slezská Ostrava)
Důl Jindřich byl černouhelný hlubinný důl ve Slezské Ostravě. Nacházel se ve vzdálenosti 125 m na severovýchod od Jaklovecké dědičné štoly, v oblasti jam Světlík č. 4 a Světlík č. 5. Patřil mezi doly na Jaklovci.

## Historie

### Kutací práce
V důlním poli dolu Jindřich byly 23. ledna 1830 propůjčeny 2 důlní míry bez pojmenování Franz Josephu hraběti Wilczkovi. Propůjčka byla udělena na nález uhelné sloje při hloubení jámy Světlík č. 5, který byl vyhlouben v souvislosti s postupem ražby Jaklovecké dědičné štoly. Propůjčené důlní pole bylo 22. ledna 1834 zvětšeno o propůjčku jedné důlní míry, která byla udělena na kutací jámu nacházející se v místě pozdější jámy Jindřich. V roce 1842 koupil Salomon Mayer Rothschild (1774–1855) od hraběte Wilczka polovinu důlního pole Boží požehnání (Segen Gottes) zřejmě včetně výše uvedených měr.

### Historie dolu Jindřich

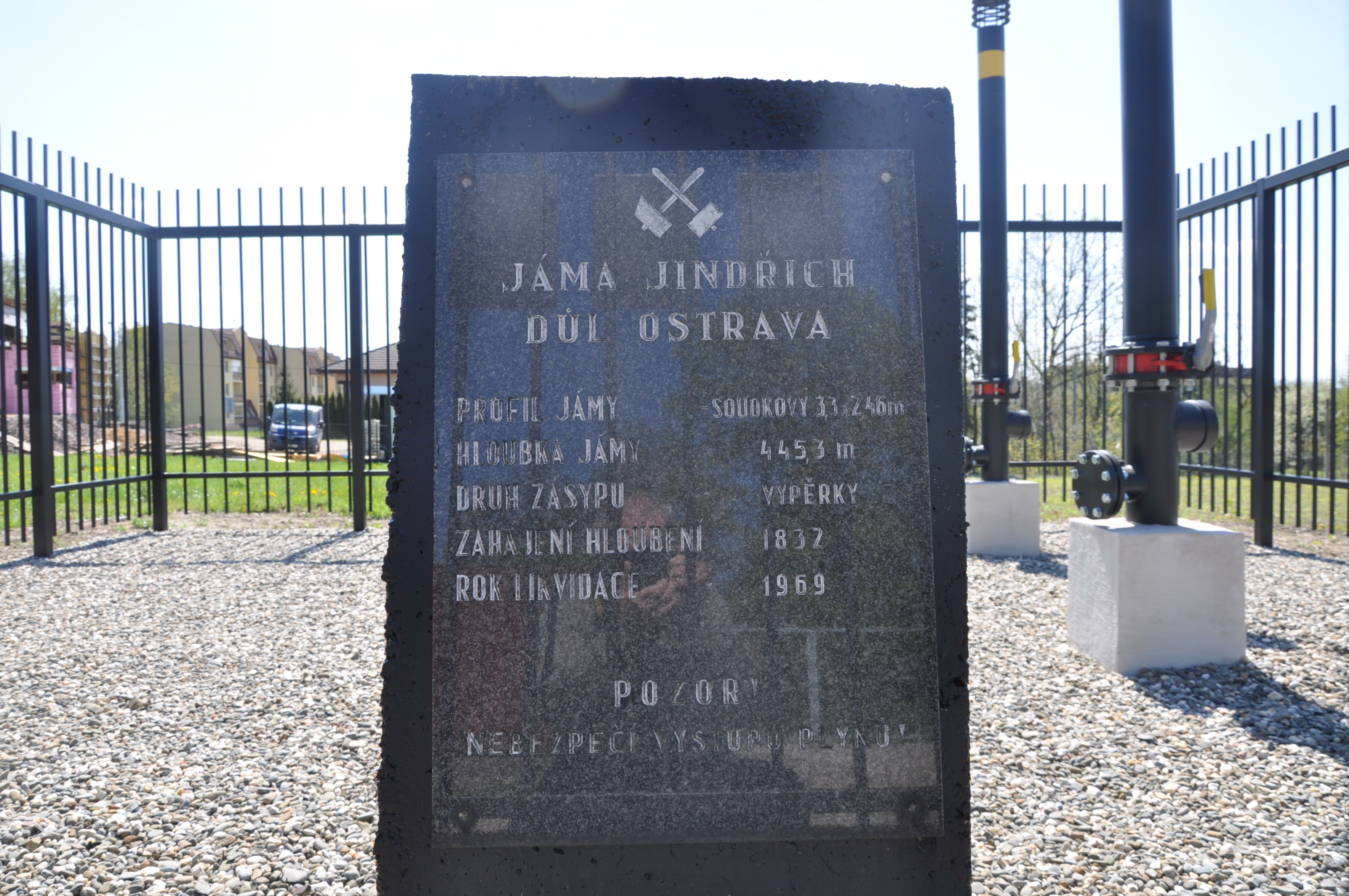
Důl Jindřich (Slezská Ostrava), náhrobní kámen.

Po zakoupení důlních polí se jáma stala základem pro založení dolu Jindřich. Důl založil ředitel dolů Albert Andréé. Důl byl znám pod názvem Strojní parní důl, podle vybavení jámy Jindřich parním strojem. Jáma se stala hlavní těžní a vodní pro důl Jindřich. Otvírka dolu začala v roce 1842, těžba uhlí až v roce 1845. V roce 1883 byla těžba zastavena a převedena, včetně důlního pole, na důl Terezie. Důl Jindřich se stal jámou větrní. V roce 1968 se v důsledku reorganizačních změn stala jáma Jindřich nepotřebnou a byla odstavena z provozu. V roce 1969 byl důl zlikvidován.

## Současný stav
Důl Jindřich byl v roce 1969 zlikvidován zasypáním, objekty v areálu dolu byly demolovány a území asanováno.

## Pomocné jámy, strojní a technické zařízení
V počátcích těžby byla jáma Jindřich vybavena pouze okovem, ve kterém nemohlo fárat mužstvo. Z toho důvodu v roce 1840 byla v blízkosti jámy vyražena úpadní štola s úklonem 34 ° a délce 92 m k 1. patru dolu Jindřich. Štola byla ražena prvních 38 m od povrchu v pokryvných horninách a dále po úklonu sloje č. 12 až na hlavní třídu třídu sloje, která byla spojena s Jakloveckou dědičnou štolou. Úpadní štola sloužila pro chůzi lidí a podle vybavení byla nazvána Schodová jáma (Treppen Schacht).

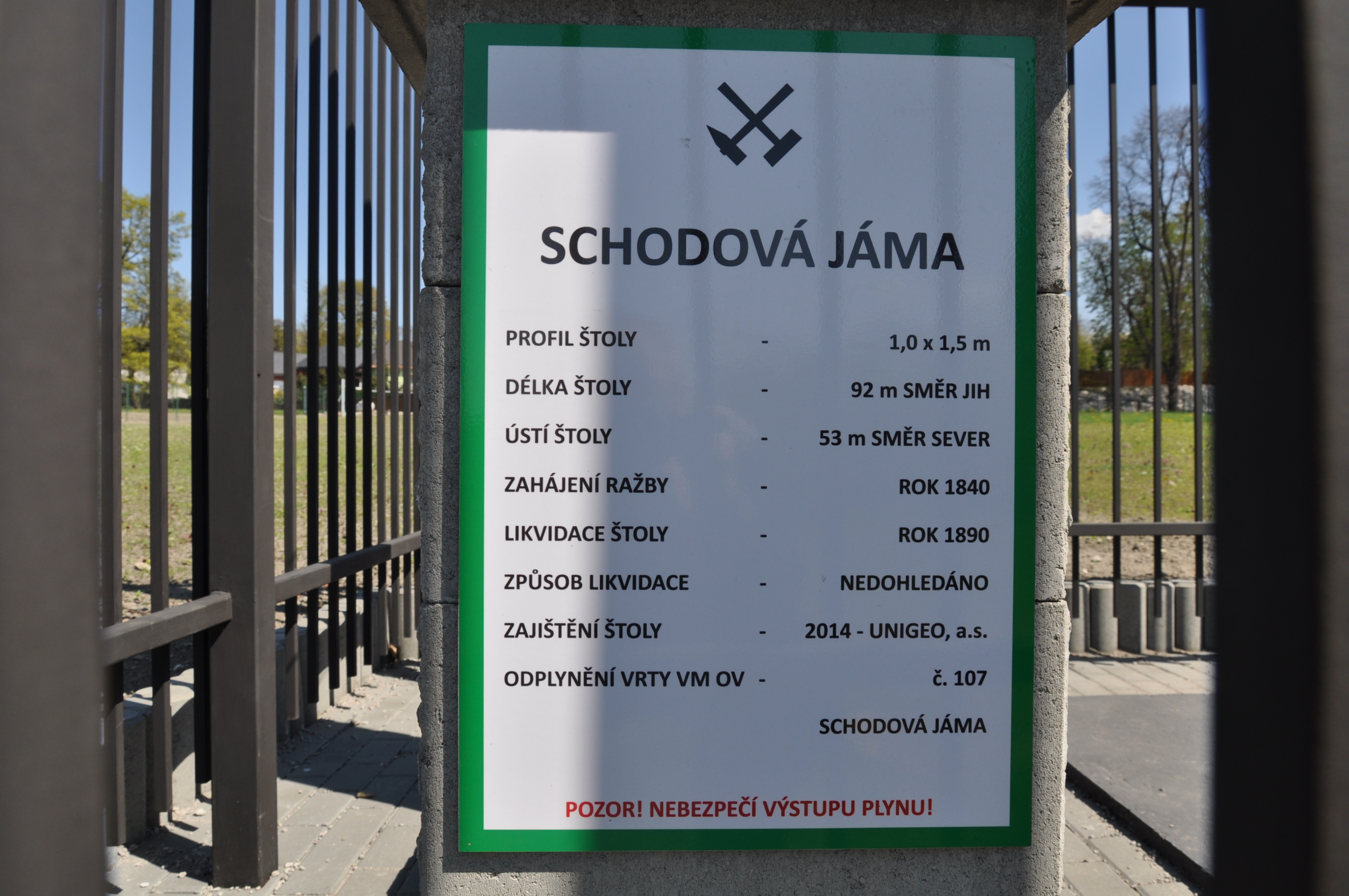
Schodová Jáma

Před rokem 1846 byl na katastrálním území Muglinov, nedaleko na východ od roviny hlavních překopů dolu Jindřich, vyhlouben větrní vrt č. 7, který měl hloubku 50,2 m. Vrt byl kolem roku 1874 rozšířen a rekonstruován na větrní jámu pojmenovanou Muglinovská. V jámě byla instalována větrní pec o ploše roštu 1,5 m3 a sloužila s výkonem 235 m3/minutu při dobývání v letech 1870 – 1882. Jáma byla zlikvidována asi v roce 1883 při změně funkce jámy Jindřich na jámu výdušnou.
Od roku 1863 do 1881 sloužila jáma Josef jako pomocná vodní jáma dolu Jindřich.
V roce 1863 byla jáma Jindřich 172,58 m hluboká, vybavena parním těžním strojem o výkonu 20 HP. Sloužila jako centrum pro odvodňování celého důlního pole Jaklovec, byla vybavena tahadlovým čerpadlem o výkonu 135 HP. Jáma Jindřich měla 3. patra v hloubkách 49,36 m, 88,02 m a 146,11 m. Z hlediska společného větrání a odvodňování byla patra propojena s doly Terezie a Luční.
Po ukončení rekonstrukce dolu Terezie v letech 1878 až 1883, v rámci níž bylo na jejím 5. patře instalováno silné vodní čerpadlo a zprovozněn nový těžní stroj, přestala být jáma Jindřich pro čerpání vody potřebná. V roce 1883 byla těžba uhlí převedena včetně důlního pole na rekonstruovaný důl Terezie. Objekty dolu Jindřich byly nadále využívány a jáma vybavena ventilátory a přestavěna na jámu větrní. Sloužila pro větrání spojených důlních polí dolu Terezie.
V roce 1901 byl instalován ventilátor soustavy Rateau ze strojírny v Ustroni s elektrickým motorem Siemens-Halske, Vídeň. V roce 1906 byl instalován záložní ventilátor soustavy Vítkovice s elektromotorem A.E.G., Vídeň.
1. ledna 1968 výdušnou funkci převzala jáma Terezie 1 (do té doby těžní). V důsledku této změny se jáma Jindřich stala pro větrání nepotřebnou a její provoz byl v roce 1968 ukončen.

## Těžba uhlí
Dobývaly se sloje svrchní hrušovské a jaklovecké vrstvy ostravského souvrství. Hlavní způsob dobývání bylo mělké dobývání, piliřování a později směrné piliřování.

### Údaje o dolu Jindřich (Slezská Ostrava).
Údaje podle
| Název            | Druh jámy              | Založení  | hloubka jámy [m] | těžba        | vytěženo                    | likvidace   | dobývací pole [ha] | poznámka       |
| ---------------- | ---------------------- | --------- | ---------------- | ------------ | --------------------------- | ----------- | ------------------ | -------------- |
| Jindřich         | Kutací, těžní, výdušná | 1834      | 444,95           | 1845 do 1883 | těžba nevykazována odděleně | 1969        | 77                 | 5 jam, 7 pater |
| Muglinovská      | výdušná                | před 1846 | 50,0             |              |                             | po 1887     |                    |                |
| Schodová         | chůze osazenstva       | po 1840   | délka 92,0       |              |                             | 19. století |                    | úklon 34 °     |
| Větrní vrt č. 15 | výdušná                | 1860      | 104,8            |              |                             | asi 1880    |                    |                |

## Ubytování
Osada Jindřich byla v přímém sousedství povrchových provozů jaklovecké jámy Jindřich na západ a jih a podél dnes již neexistující cesty, která vedla kolmo na dnešní Hybernovu ulici. Bylo tam celkem 14 domů. S bouráním provozních budov dolu Jindřich byla zbourána celá kolonie.